# U.S. News & World Report
U.S. News & World Report este o revistă americană de știri, înființată în anul 1948 prin fuziunea ziarului săptămânal de știri numit United States News (înființat în anul 1933) cu revista World Report (înființată în 1939), ambele înființate de jurnalistul David Lawrence. În anul 1984, revista a fost cumpărată de Mortimer B. Zuckerman, care deține și ziarul New York Daily News. Revista este prezentă online din anul 1995.
Din anul 1987, revista publică anual cartea America's Best Colleges, iar din 1993 revista publică și cartea America's Best Graduate Schools.
În anul 2007, revista a avut un tiraj de 2.036.185 exemplare săptămânal.